# عروس خوش‌قدم
عروس خوش‌قدم نام فیلمی از کاظم راست‌گفتار است با بازیگرانی همچون پارسا پیروزفر، ماهایا پطروسیان، امین حیایی، چنگیز وثوقی، محمدرضا شریفی‌نیا، حسام نواب صفوی، فرهاد آئیش و مرتضی زارع که در سال ۱۳۸۱ ساخته شده است.

## خلاصه داستان
دنیا زنی ثروتمند است که پس از مرگ سه همسرش دچار افسردگی شده و برای مداوا نزد روان‌پزشک می‌رود. دکتر از او می‌خواهد زندگی اش را شرح دهد و دنیا از ازدواج اولش با فرزاد می‌گوید: آن دو که در یک دانشگاه تحصیل می‌کنند، بر اثر یک سوء تفاهم اخراج می‌شوند. فرزاد که به نیت دنیا برگه قرعه کشی بهزیستی خریده جایزه بزرگ را می‌برد و این را به حساب خوش قدمی دنیا می‌گذارد و با او ازدواج می‌کند. فرزاد وارد تجارت لباس می‌شود، فروشگاه زنجیره‌ای تأسیس می‌کند و جزو سرمایه داران بزرگ می‌شود، اما بر اثر یک اتفاق می‌میرد. دلال‌ها که پی به ثروت دنیا برده‌اند، باعث آشنایی او با جمال می‌شوند که رئیس کارخانه تولید شیر است. این آشنایی باعث ازدواج آنها می‌شود

## بازیگران
| بازیگر           | نقش      |
| ---------------- | -------- |
| ماهایا پطروسیان  | دنیا     |
| پارسا پیروزفر    | اینجانب  |
| امین حیایی       | فرزاد    |
| محمدرضا شریفی‌نیا | بهنام    |
| فرهاد آئیش       | روان‌شناس |
| حسام نواب صفوی   | فرهاد    |
| چنگیز وثوقی      | جمال     |